# Santiago Hernán Solari
Santiago Solari (Rosario, 7 d'octubre de 1976) és un exfutbolista professional argentí que ocupava la posició de migcampista avançat. És nebot del també futbolista Jorge Solari, present al Mundial de 1966 amb l'Argentina, i cosí de Fernando Redondo, internacional argentí i exfutbolista del Reial Madrid. Durant cinc mesos entre 2018 i 2019 va ser entrenador interí del Reial Madrid, després de la destitució de Julen Lopetegui.

## Trajectòria
Després de passar per equips menors del Newell's Old Boys o pel Renato Cesarini, el 1996 arriba al River Plate. Romandria tres anys al conjunt de Buenos Aires abans de saltar a Europa per militar amb l'Atlètic de Madrid.
Estaria dos anys amb el quadre matalasser, fins al seu descens a Segona l'any 2000. Llavors recala a l'altre club de la ciutat, el Reial Madrid. A l'entitat del Santiago Bernabéu va militar cinc anys prou irregulars, tot i que va contribuir a l'obtenció de la Copa d'Europa del 2002 amb 4 gols en 14 partits.
El 2005 fitxa per l'Inter de Milà, on no tindria tantes aparicions com al Reial Madrid. Tres anys després, retorna al seu país per jugar amb el San Lorenzo, i al juliol de 2009, recala al CF Atlante mexicà.

## Selecció
Solari ha estat 12 vegades internacional amb la selecció argentina, tot marcant tres gols.

## Carrera com a entrenador
Solari va començar a entrenar el 2013, quan es va fer càrrec de categories juvenils del Reial Madrid C. F.. Al començament de la temporada 2016–17, va ser nomenat entrenador del Reial Madrid Castella a la Segona Divisió B.
El 29 d'octubre de 2018, Solari fou nomenat entrenador interí del primer equip del Madrid, després del cessament de Julen Lopetegui. Va començar la seva tasca l'endemà. Fou finalment destituït el març de 2019, després d'una ratxa de mals resultats en què l'equip va perdre les opcions en totes les competicions en què participava.

## Títols

### Com a jugador
- Primera divisió argentina: Apertura 1996–1997, Clausura 1996–1997, Apertura 1997–1998
- Copa Libertadores: 1996
- Lligues espanyoles: 2000–2001, 2002–2003
- Copa d'Europa: 2002
- Supercopa d'Europa: 2003
- Intercontinental: 2003
- Serie A Italiana: 2005–2006, 2006–2007, 2007–2008
- Coppa d'Italia: 2006

### Com a entrenador
Reial Madrid
- 1 Campionat del Món de clubs: 2018.